# Saint-Sauveur, Finistère
Saint-Sauveur (tiếng Breton: An Dre-Nevez) là một xã của tỉnh Finistère, thuộc vùng Bretagne, miền tây bắc Pháp.

## Dân số
Người dân ở Saint-Sauveur được gọi là Salvatoriens.